# Cantone di Combourg
Il Cantone di Combourg è una divisione amministrativa dell'arrondissement di Rennes e dellarrondissement di Saint-Malo.
A seguito della riforma approvata con decreto del 18 febbraio 2014, che ha avuto attuazione dopo le elezioni dipartimentali del 2015, è passato da 10 a 26 comuni.

## Composizione
I 10 comuni facenti parte prima della riforma del 2014 erano:
- Bonnemain
- Combourg
- Cuguen
- Lanhélin
- Lourmais
- Meillac
- Saint-Léger-des-Prés
- Saint-Pierre-de-Plesguen
- Trémeheuc
- Tressé

Dal 2015 i comuni appartenenti al cantone sono i seguenti 26:
- La Baussaine
- Bonnemain
- Cardroc
- La Chapelle-aux-Filtzméens
- Combourg
- Cuguen
- Dingé
- Les Iffs
- Lanhélin
- Lanrigan
- Longaulnay
- Lourmais
- Meillac
- Plesder
- Pleugueneuc
- Québriac
- Saint-Brieuc-des-Iffs
- Saint-Domineuc
- Saint-Léger-des-Prés
- Saint-Pierre-de-Plesguen
- Saint-Thual
- Tinténiac
- Trémeheuc
- Tressé
- Trévérien
- Trimer